# I. Arisztobulosz Makkabeus
I. Arisztobulosz Makkabeus (ógörögül: Ἀριστόβουλος, latinul: Aristobulus), (?, i. e. 2. század – ?, i. e. 103) zsidó király a Makkabeus-dinasztiából i. e. 104-től 103-ig.

## Uralkodása
Ióannész Hürkanosz fia. Édesapja halála után lett Judea uralkodója. Elődével szemben már nem fejedelemként irányított az országot, hanem felvette a királyi címet, utalva a 481 évvel korábbi, babilóniai fogság előtti királyokra. A sadduceusok felekezetéhez pártolt, de nyitott volt a görög kultúra iránt is. Alig 1 évig tartó uralkodása alatt megölette egyik fivérét, és saját édesanyját is.
Halála után másik testvére, Alexandrosz Janneosz Makkabeus lett az ország királya.